# Roth an der Our

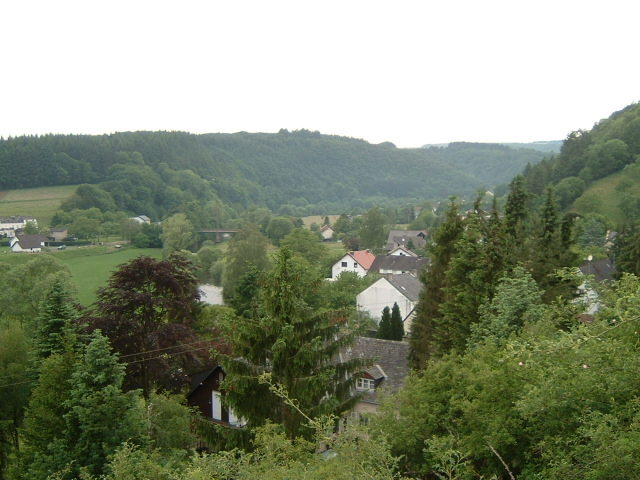
Roth, im Hintergrund die Ourbrücke

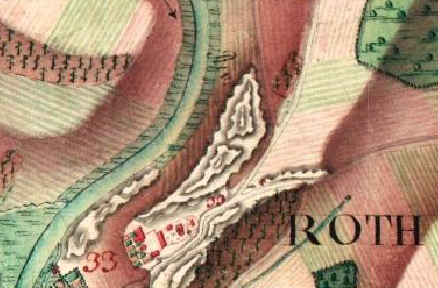
Roth auf der Ferraris-Karte, 1777

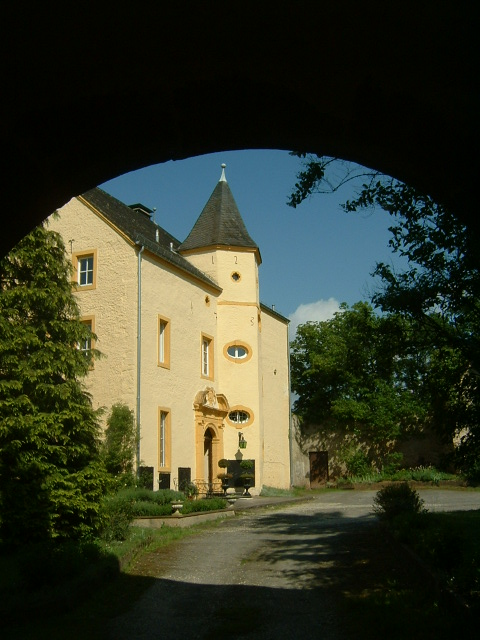
Schloss Roth

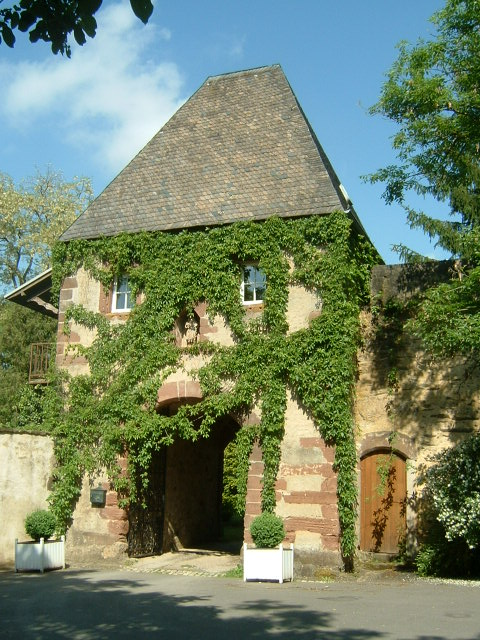
Torhaus der ehemaligen Anlage

Roth an der Our ist eine Ortsgemeinde im Eifelkreis Bitburg-Prüm in Rheinland-Pfalz. Sie gehört der Verbandsgemeinde Südeifel an.

## Geographie
Die Gemeinde liegt in einem Tal am Deutsch-Luxemburgischen Naturpark unmittelbar östlich der Staatsgrenze zu Luxemburg. Die Grenze wird durch die westlich von Roth verlaufende Our gebildet. Die Bundesstraße 50 beginnt in Roth an der Our und führt von dort aus bis Bitburg.
Die Brücke über die Our führt in den südlich gelegenen Luxemburger Ort Bettel (Gemeinde Tandel) und in das zwei Kilometer nördlich gelegene Vianden. Auf der deutschen Seite der Grenze liegt 5 km südlich Gentingen, nach Osten liegen in 4 km Entfernung Körperich und Obersgegen, und nördlich ist Bauler etwa 7 km entfernt.
Zu Roth an der Our gehören auch die Wohnplätze Sonnenhof und Schloßmühle.

## Geschichte
1154 wurde der Ort in einer Besitzbestätigung des Papstes Hadrian IV. für das Simeonstift in Trier erstmals urkundlich erwähnt. Damals war er noch ein größeres Landgut. Für eine ältere Geschichte spricht der Umstand, dass Roth bereits vor diesem Datum Sitz einer Pfarrei war und die romanische Basilika angeblich auf eine Gründung des hl. Willibrord von Echternach (8. Jh.) zurückgeht.
Um 1220 stieg die Bedeutung von Roth sprunghaft an, als dort der Sitz einer Kommende des Templerordens eingerichtet wurde. Die Kommende ging nach der Aufhebung des Templerordens um 1314 an den Johanniterorden, welcher später auch „Malteserorden“ genannt wurde, da sein Hauptsitz sich ab 1530 auf der Insel Malta befand.
Komture von Roth:
- Dyon um 1248
- Hubert von Perault um 1261

Das heutige Schloss Roth geht größtenteils auf einen Neubau aus dem Jahre 1733 zurück, der notwendig geworden war, nachdem die ursprünglichen Gebäude baufällig geworden waren. Der Ort gelangte im späten 13. Jahrhundert in den Machtbereich der Grafen und späteren Herzöge von Luxemburg und erlebte, wie das Herzogtum, burgundische, spanische und österreichische Herrschaft. Mit der Besetzung der Österreichischen Niederlande (1794), zu denen Luxemburg damals gehörte, durch französische Revolutionstruppen wurde der Ort 1795 französisch und gehörte bis 1814 zum Wälderdepartement. Er wurde Sitz einer Mairie im Kanton Vianden des Arrondissements Diekirch. 1815 wurde Roth auf dem Wiener Kongress vom vorherigen Herzogtum Luxemburg abgetrennt und dem Königreich Preußen zugeordnet. Aus der Mairie wurde die Bürgermeisterei Roth, die dem Kreis Bitburg im Regierungsbezirk Trier zugeordnet wurde, der von 1822 an Teil der preußischen Rheinprovinz war. Die Bürgermeisterei bestand bis 1860 und ging in der Bürgermeisterei Körperich auf.
Nach dem Ersten Weltkrieg gehörte das Gebiet zum französischen Teil der Alliierten Rheinlandbesetzung. Infolge des Zweiten Weltkriegs erhob Luxemburg als Entschädigung für erlittene Kriegsschäden unter anderem Anspruch auf die Gemeinde Roth und den angrenzenden Kammerwald. Im Jahre 1949 wurde die Gemeinde einige Jahre von Luxemburg verwaltet und gehörte zum Kanton Vianden. Der Anspruch wurde offiziell erst im Jahre 1959 gegen andere Reparationszahlungen aufgegeben.
Den Namensbestandteil „an der Our“ erhielt die Gemeinde am 1. Januar 1971.
Bevölkerungsentwicklung
Die Entwicklung der Einwohnerzahl von Roth an der Our, die Werte von 1871 bis 1987 beruhen auf Volkszählungen:
| Jahr | Einwohner |
| ---- | --------- |
| 1815 | 206       |
| 1835 | 293       |
| 1871 | 306       |
| 1905 | 281       |
| 1939 | 238       |
| 1950 | 256       |
| 1961 | 301       |

| Jahr | Einwohner |
| ---- | --------- |
| 1970 | 244       |
| 1987 | 225       |
| 1997 | 203       |
| 2005 | 177       |
| 2011 | 191       |
| 2017 | 202       |
| 2023 | 244       |

## Politik

### Gemeinderat
Der Gemeinderat in Roth an der Our besteht aus sechs Ratsmitgliedern, die bei der Kommunalwahl am 9. Juni 2024 in einer personalisierten Verhältniswahl gewählt wurden, und dem ehrenamtlichen Ortsbürgermeister als Vorsitzendem.

### Bürgermeister
Rene Dichter ist seit 2024 Ortsbürgermeister von Roth an der Our.  Letzter Bürgermeister war bis Juli 2019 Herbert Fischels. Seit der konstituierenden Sitzung des Gemeinderats am 22. Juli 2019 werden die Amtsgeschäfte vom Ersten Beigeordneten René Dichter ausgeübt. Für die Direktwahl am 9. Juni 2024 wurde erneut kein Wahlvorschlag eingereicht. Die Neuwahl des Bürgermeisters obliegt gemäß rheinland-pfälzischer Gemeindeordnung dem neu gewählten Rat, dessen konstituierende Sitzung für den 29. August 2024 angesetzt wurde.

### Wappen
| Wappen von Roth an der Our | Blasonierung: „In Rot drei weiße Malteserkreuze.“                                                                                           |
| Wappen von Roth an der Our | Wappenbegründung: Roth war Tempelherren-, dann Johanniterniederlassung. Die Johanniter-Ordenskirche und Commende sind heute noch vorhanden. |

## Kultur und Sehenswürdigkeiten

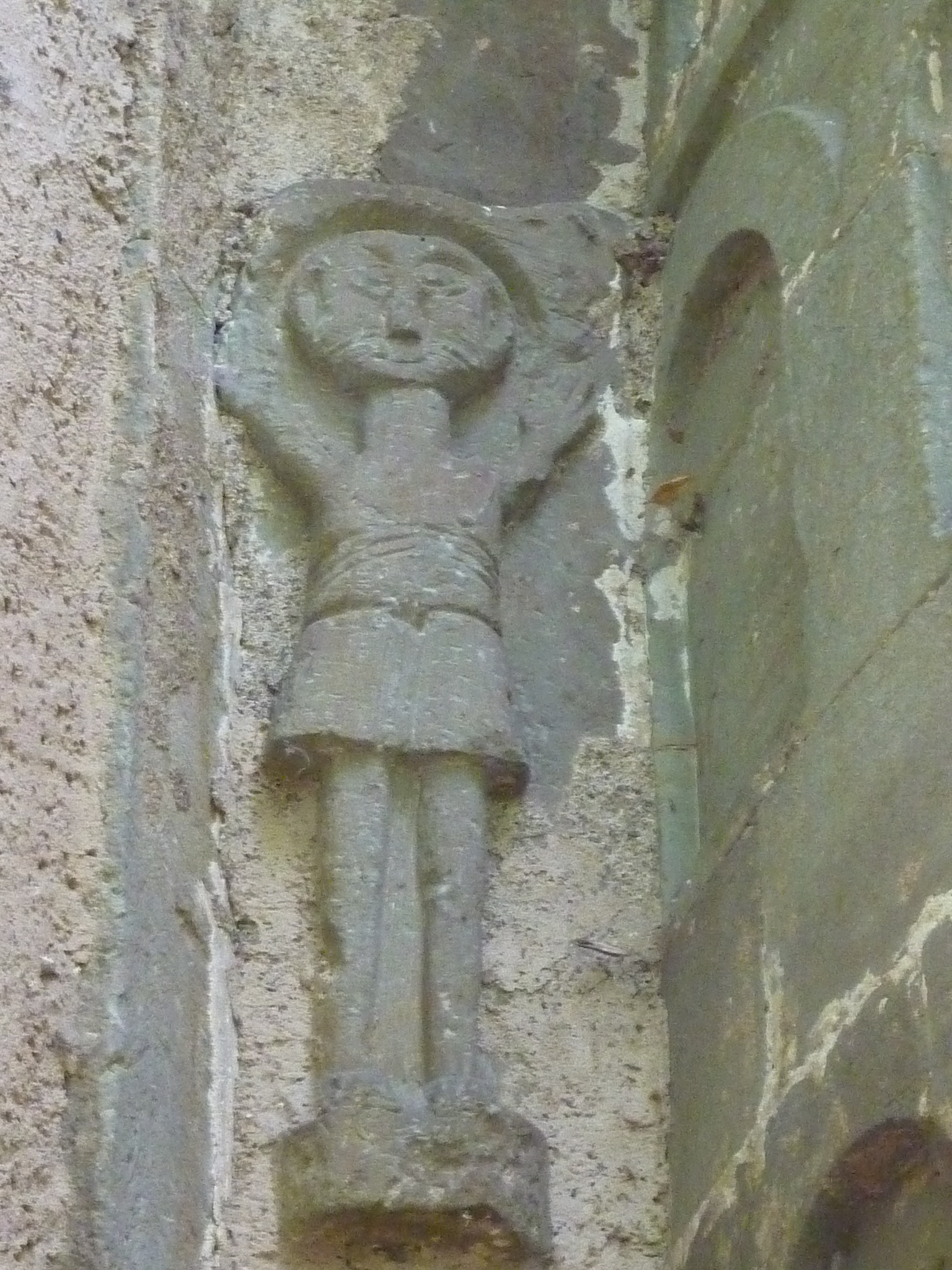
Das Rother Männchen

### Bauwerke
- Kirche St. Peter, erbaut in der ersten Hälfte des 12. Jahrhunderts. Von den ältesten Bauteilen ist nur noch der Chorraum vorhanden. Im 13. Jahrhundert wurde auf den Überresten der Ursprungskirche eine dreischiffige Basilika errichtet. 1466 abermals umgebaut, wurde vor allem das Holzdach durch ein Gewölbe ersetzt. Gotische und romanische Stilelemente sind hier (wie in der Reichsabtei Echternach) vermischt worden. Nach dem Zweiten Weltkrieg besserte man die Schäden aus und restaurierte 1962 die zerstörten Teile.
  - An der Nordseite steht zwischen Kirche und unmittelbar angrenzendem Friedhof ein 1632 errichtetes steinernes Pestkreuz.
  - An der Ostseite zwischen Apsis und Hauptchor ist das sogenannte Rother Männchen zu erkennen, eine Figur mit kurzen erhobenen Armen. Nicht gesichert ist, ob es den auferstandenen Christus darstellen soll.
- Schloss Roth. Die ehemalige Komturei/Kommende der Templer wurde 1248 erstmals urkundlich erwähnt. Die ältesten Bestandteile der Anlage sind die Keller (13. Jh.), der Treppenturm (16. Jh.) und das Torgebäude (17. Jh.) sowie Teile der Ringmauer. Das Schloss wurde 1733 unter den Johannitern/Maltesern größtenteils neu errichtet und nach den Zerstörungen des Weltkrieges im Jahre 1958 neu aufgebaut. Die Anlage befindet sich seit 1797 in Privatbesitz.

Siehe auch: Liste der Kulturdenkmäler in Roth an der Our

### Grünflächen und Naherholung
- Königseiche im Kammerwald. Sie hat eine Höhe von 33 m und einen Umfang von 5,20 m. Das Alter der Maoderkoos, der Muttereiche, wird auf über 450 Jahre geschätzt. Ein bis in die Wipfeln ragender Blitzableiter soll sie bei Gewitter schützen.
- Willibrordlinde. Sie steht am Eingang des Friedhofes an der Kirche und wird auf etwa 800 Jahre geschätzt. Allerdings ist nur noch der Stamm bis etwa Augenhöhe vorhanden, auf dem neue Triebe wuchsen.
- Es gibt zahlreiche Wanderwege in und um Roth a. d. Our[11]

Siehe auch: Liste der Naturdenkmale in Roth an der Our

### Regelmäßige Veranstaltungen
- Jährlich am ersten Wochenende im Juli findet der „Eifler Flohmarkt“ statt.
- Jährliches Kirmes- bzw. Kirchweihfest wird am zweiten Wochenende im September gefeiert.
- Jedes zweite Augustwochenende treffen sich Menschen aus Roth und Umgebung zu einem „Reiterfest“.

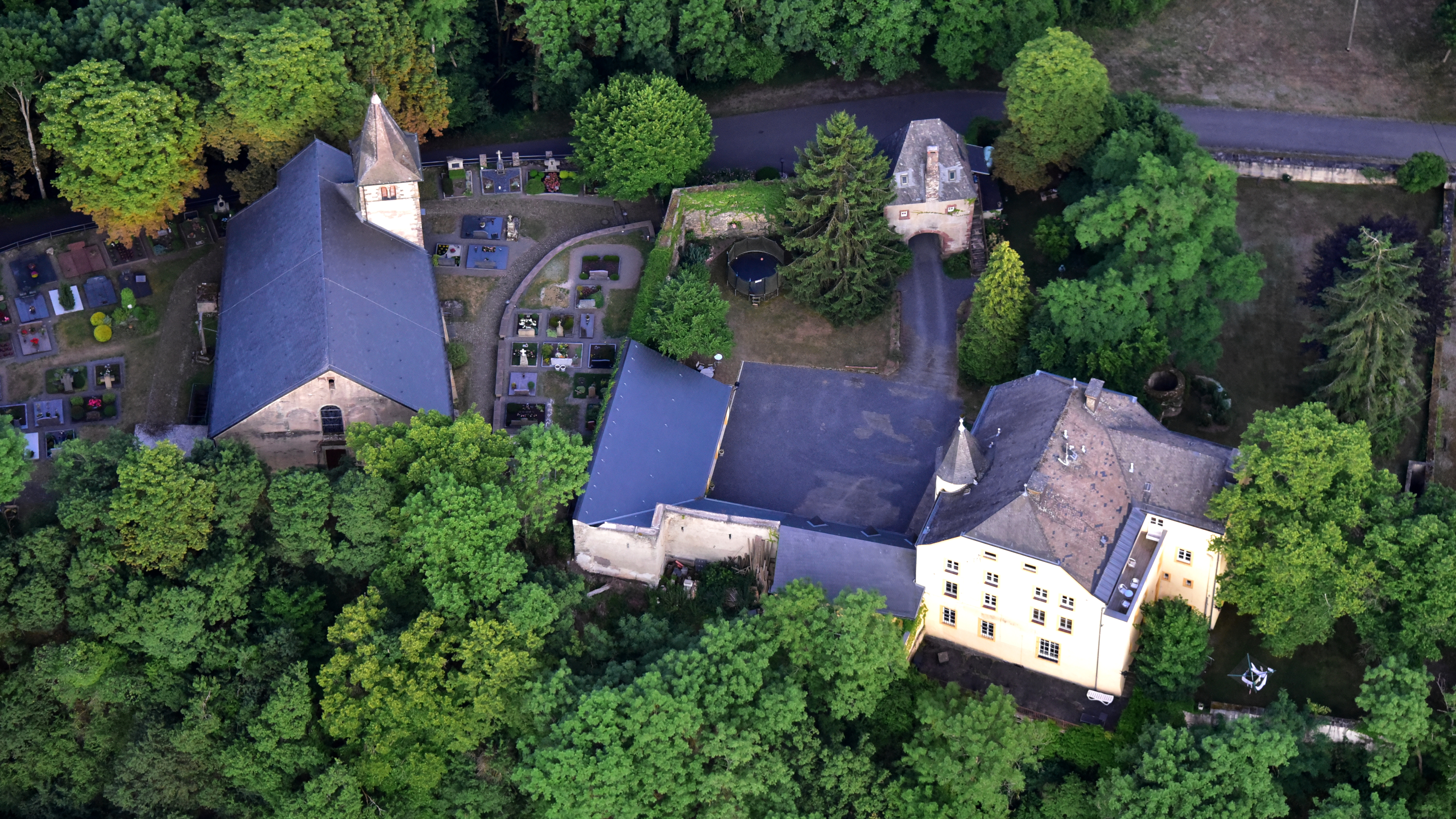
Schloss Roth, Luftaufnahme (2017)
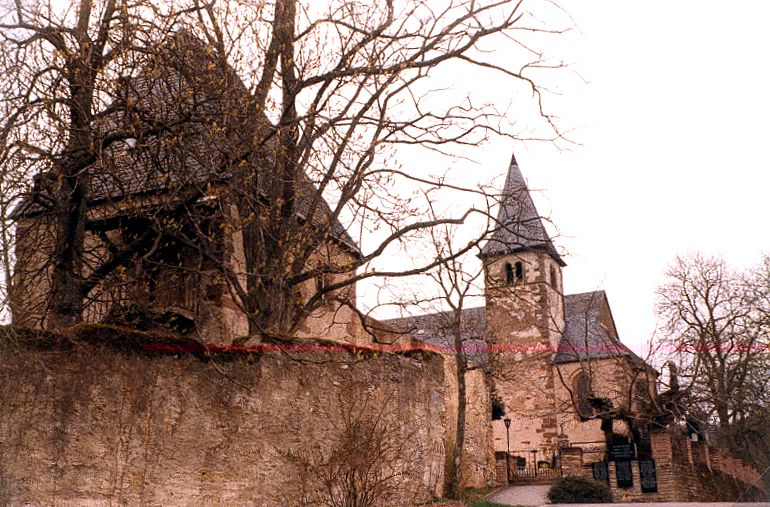
Roth, Kirche und Torturm
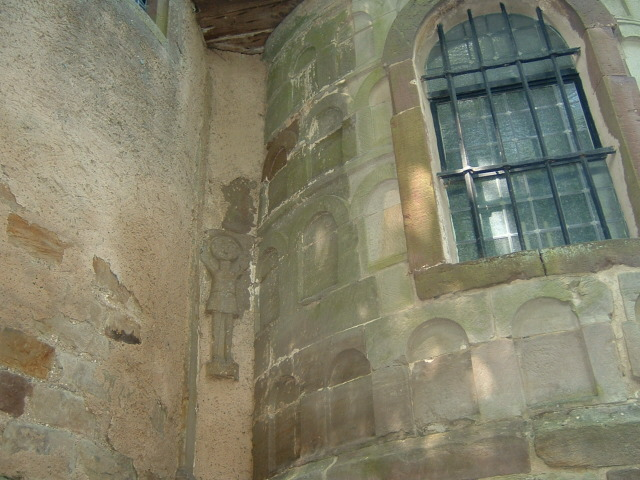
Rother Männchen
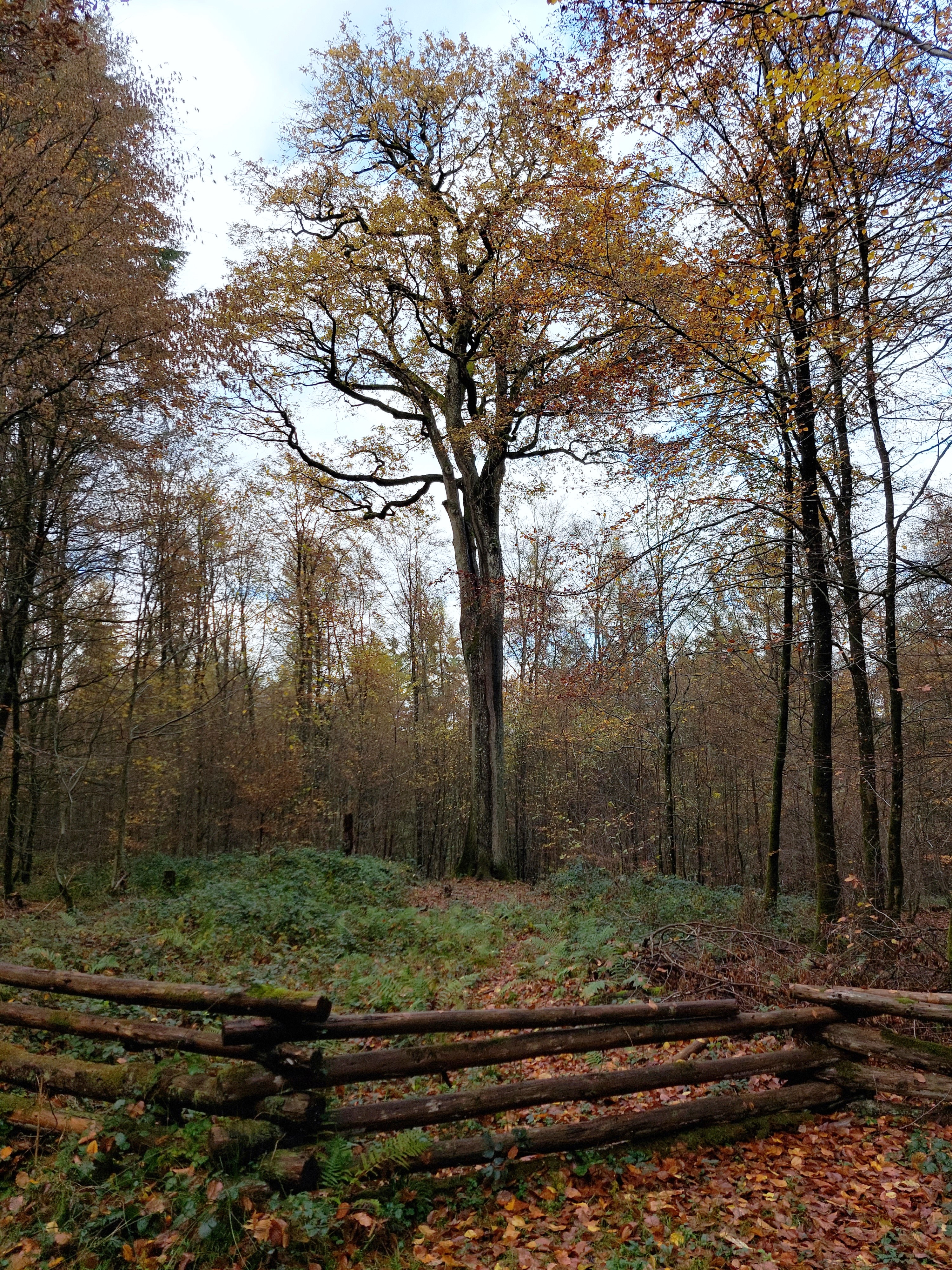
Mutter- bzw. Königseiche im Kammerwald
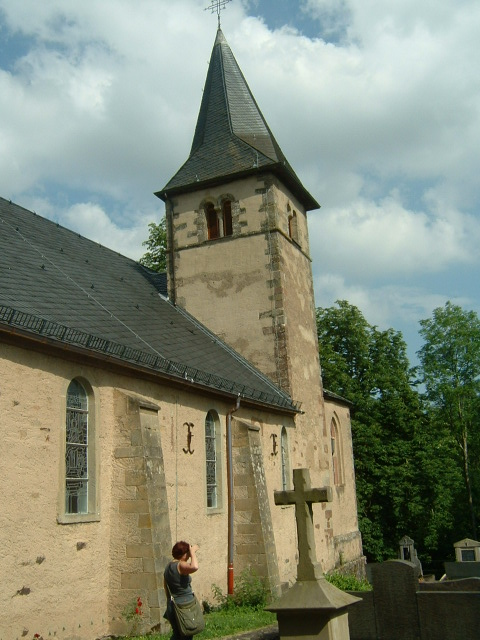
Kirche St. Peter

## Verkehr
In der Gemeinde beginnt die Bundesstraße 50, die Landesstraße 6 verbindet die B 50 mit der Brücke zur luxemburgischen  N10. In Roth beginnt auch die Kreisstraße 5, die auf der deutschen Seite der Our bis Wallendorf führt.